# موتور حاجی پیربخش کبدانی
موتور حاجی پیربخش کبدانی یک منطقهٔ مسکونی در ایران است که در دهستان بزمان واقع شده‌است.